# طباعة الخرسانة ثلاثية الأبعاد

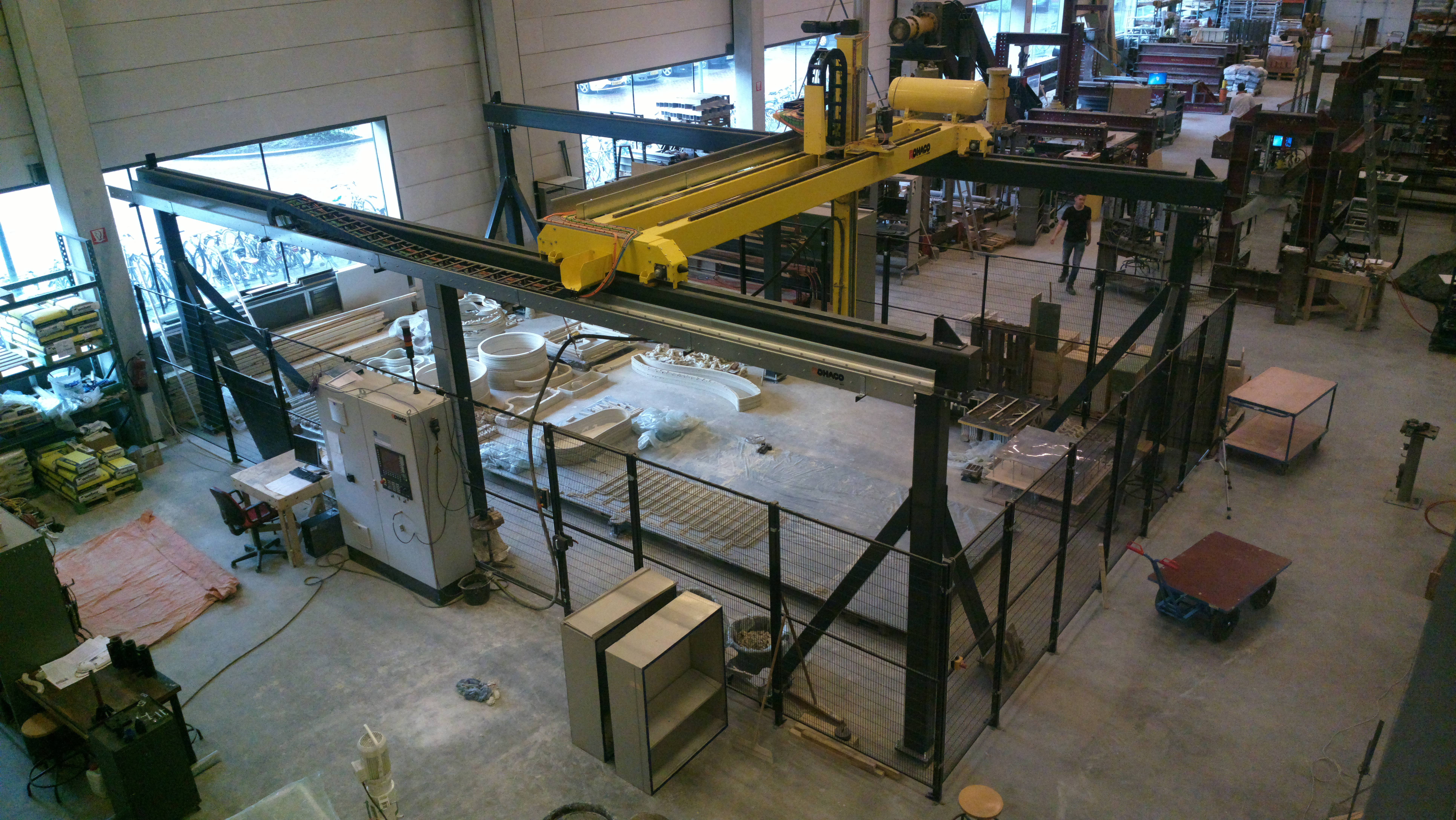
تُستخدم طابعة الخرسانة ثلاثية الأبعاد Rohaco من جامعة أيندهوفن للتكنولوجيا على نطاق واسع في أبحاث طباعة الخرسانة.

تُشير طباعة الخرسانة ثلاثية الأبعاد، أو ببساطة طباعة الخرسانة، إلى عملياتِ التصنيع الرقمي للموادّ الأسمنتية بناءً على إحدى تقنياتِ الطباعة ثلاثية الأبعاد. تُلغي الخرسانةُ المطبوعةُ ثلاثيةَ الأبعادِ الحاجةَ إلى القوالب، ممّا يُقلّلُ من هدرِ الموادّ ويسمحُ بِحريّةٍ هندسيةٍ أكبرَ في الهياكلِ المُعقّدة. معَ التطوّراتِ الأخيرةِ في تصميمِ الخلطاتِ وتقنيةِ الطباعةِ ثلاثيةِ الأبعادِ على مدارِ العقدِ الماضي، نمتْ طباعةُ الخرسانةِ ثلاثيةُ الأبعادِ بشكلٍ كبيرٍ منذِ ظهورِها في التسعينيات. وتشملُ التطبيقاتُ المعماريةُ والهيكليةُ للخرسانةِ المطبوعةِ ثلاثيةَ الأبعادِ إنتاجَ قوالبِ البناء ووحدات البناء وأثاث الشوارع وجسورِ المُشاةِ والهياكلِ السكنيةِ مُنخفضةِ الارتفاع.

## تاريخ
لطالما كان أتمتة عمليات البناء مجالًا لـلـبحث في العمارة والهندسة المدنية منذ القرن العشرين. ركزت النهج الأولى على أتمتة البناء. في عام 1904 حصل جون توماس على براءة اختراع لآلة وضع الطوب في الولايات المتحدة. وبحلول الستينيات تطورت التكنولوجيا بشكل كبير وكانت المعدات الوظيفية تُستخدم في مواقع البناء مثل موتور ماسون.
طُورت أيضًا في الوقت ذاته عمليات أتمتة تشييد الخرسانة. فقد طُورت تقنية الصب المنزلق، وهي تقنية مستخدمة على نطاق واسع اليوم لبناء النوى الخرسانية الرأسية للمباني الشاهقة، في أوائل القرن العشرين لبناء الصوامع ومصاعد الحبوب. وقد كان جيمس ماكدونالد، من شركة ماكدونالد للهندسة بشيكاغو، رائدًا في هذا المفهوم، ونشره ميلكو س. كيتشوم في كتاب مصور بعنوان: "تصميم الجدران والصوامع ومصاعد الحبوب" عام 1907. وفي وقت لاحق، نشر ماكدونالد ورقة علمية بعنوان: "القوالب المتحركة لصوامع تخزين الخرسانة المسلحة" عام 1911. وأخيرًا، مُنح ماكدونالد في 24 مايو 1917 براءة اختراع أمريكية عن جهاز لتحريك ورفع قالب خرساني في مستوى رأسي.
استمرت الابتكارات في أتمتة عمليات صب الخرسانة طوال القرن العشرين. طُورت عمليات الطباعة ثلاثية الأبعاد لأول مرة في الثمانينيات للبوليمرات الضوئية والبلاستيك الحراري. وظلت تقنية الطباعة ثلاثية الأبعاد لفترة من الوقت مقتصرة على القطاعات ذات القيمة المضافة العالية مثل صناعات الطيران والفضاء والطب الحيوي بسبب التكلفة الباهظة للمواد. ومع ذلك، ومع نمو قاعدة المعرفة بالطباعة ثلاثية الأبعاد، طُورت عمليات تصنيع مضافة جديدة لمواد أخرى، بما في ذلك الخرسانة. نشأت تقنية الخرسانة المطبوعة ثلاثية الأبعاد من معهد رينسيلار للعلوم التطبيقية في نيويورك عندما طبق جوزيف بينيا التصنيع المضاف على الخرسانة لأول مرة عام 1997. وكانت هذه التجربة مجرد إثبات للمفهوم، لكن بينيا أدرك صناعة الروبوتات النامية ورأى فيها فرصة لأتمتة عملية البناء، مع تقليل التكاليف وإنتاج النفايات. وأصبحت أبحاث بينيا لاحقًا أساسًا لنفث الموثق، أو الطباعة الخرسانية ثلاثية الأبعاد القائمة على المسحوق.
طور بهرخ خوشنيفس في جامعة جنوب كاليفورنيا عام 1998 تقنية البناء الكنتوري، والتي كانت أول جهاز بثق طبقات للخرسانة. استخدم النظام رافعة يتم التحكم فيها بواسطة الكمبيوتر لأتمتة عملية الصب وكان قادرًا على إنشاء أسطح كونتورية ناعمة. صمم خوشنيفس هذا النظام في البداية ليكون بمثابة بناء سريع للمنازل لمعالجة آثار الكوارث الطبيعية، وادعى أن النظام يمكنه إكمال منزل في يوم واحد. ومع الابتكارات في المواد، وتصميم الخلطات، وتقنية الطباعة، قام الباحثون والمهندسون منذ ذلك الحين بتوسيع هاتين التقنيتين للطباعة، والتي سيتم مناقشتها بمزيد من التفصيل في القسم التالي.

## طرق البناء
عُرضت عدد من الأساليب المختلفة حتى الآن، والتي تشمل تصنيع عناصر البناء أو المباني بأكملها في الموقع وخارج الموقع، باستخدام الروبوتات الصناعية، وأنظمة الجسور المتحركة، والمركبات المستقلة المربوطة. وشملت عروض تقنيات الطباعة ثلاثية الأبعاد في البناء تصنيع المساكن، وعناصر البناء (الكسوة، والألواح الهيكلية، والأعمدة)، والجسور، والبنية التحتية المدنية، والشعاب المرجانية الاصطناعية، والمباني الصغيرة، والمنحوتات. وتُستخدم حاليًا ثلاث طرق بناء مختلفة في الطباعة الخرسانية ثلاثية الأبعاد: نفث الموثق، والخرسانة المرشوشة الروبوتية،  وبثق المواد الطبقي.

### نفث الموثق
طُورت طباعة نفث الموثق ثلاثية الأبعاد، والمعروفة أيضًا باسم الطباعة ثلاثية الأبعاد ذات الطبقة المسحوقة والموثق، في الأصل في معهد ماساتشوستس للتكنولوجيا لتنشيط مسحوق النشا أو الجبس بالماء كموثق، قبل أن يطبق جوزيف بينيا النظام على الخرسانة. في نفث الموثق، تضع رأس الطباعة بشكل انتقائي رابطًا سائلًا على طبقة أساسية مسحوقة، طبقة تلو الأخرى. يتراوح ارتفاع الطبقة عادةً بين 0.2 و2 مم ويحدد كلًا من السرعة ومستوى التفاصيل في الجزء النهائي. تُعد خطوات ما بعد المعالجة ضرورية في نفث الموثق بمجرد اكتمال التصنيع الطبقي. أولًا، يلزم إزالة المسحوق غير المتماسك ميكانيكيًا، باستخدام الفرش وأنابيب التفريغ. وقد تكون خطوات المعالجة الإضافية ضرورية أيضًا في الأفران ذات الرطوبة ودرجة الحرارة الخاضعة للتحكم أو الموجات الدقيقة. أخيرًا، يمكن أيضًا وضع طبقات على السطح لدمج ميزات السطح الصغيرة أو لتحسين جودة سطح الجزء. وتُعد المواد النموذجية المستخدمة للطلاء هي راتنجات البوليستر أو الإيبوكسي.
أثبت إنريكو ديني، من خلال شركة "دي-شيب"، إمكانية الطباعة الخرسانية ثلاثية الأبعاد باستخدام تقنيات نفث الموثق على نطاق واسع. تعتمد "دي-شيب" على أسمنت سوريل غير هيدروليكي يعتمد على رمل مُنشط بأكسيد المغنيسيوم في طبقة المسحوق ومحلول سائل من كلوريد المغنيسيوم كموثق. وقد استُخدمت هذه التقنية بشكل أساسي لصنع الأثاث، مثل طاولة قهوة وكرسي "روت" الذي صممته شركة "كيه أو إل/ماك إل إل سي" للهندسة المعمارية والتصميم عام 2009. علاوة على ذلك، أنتجت "دي-شيب" أجزاء معمارية كبيرة، مثل جناح "راديولاريا" 3 × 3 × 3 أمتار الذي صممه ستوديو شيرو في عام 2008، و"بيت فيريري" لمعرض تريانالي دي ميلانو في عام 2010، وجسر للمشاة بطول اثني عشر مترًا صممته شركة أكسيونا في مدريد، في عام 2017.

#### المزايا والقيود
مقارنةً بطرق الطباعة ثلاثية الأبعاد الأخرى للتطبيقات المعمارية، يتيح نفث الموثق درجة أعلى من حرية التصميم الهندسي، بما في ذلك إمكانية إنشاء دعائم أو بروزات غير مدعومة وأجزاء مجوفة. وعلى عكس عمليات الطباعة ثلاثية الأبعاد الأخرى التي تتطلب هياكل دعم إضافية، يعتمد نفث الموثق على طبقة من المسحوق غير المتماسك لضمان الدعم المستمر للطبقات المتتالية أثناء التصنيع.
عادةً، في طباعة نفث الموثق ثلاثية الأبعاد، يمكن إعادة استخدام المسحوق المتبقي للأجزاء المستقبلية. ومع ذلك، فإن قابلية إعادة تدوير مسحوق الأسمنت والركام إشكالية بسبب التعرض للرطوبة المحيطة، مما قد يؤدي إلى بدء عملية الإماهة. لذلك، فإن طباعة نفث الموثق ثلاثية الأبعاد ليست مناسبة لأعمال البناء في الموقع.

### طباعة البثق الطبقي ثلاثية الأبعاد
تتضمن طباعة البثق الطبقي ثلاثية الأبعاد للخرسانة فوهة يتم التحكم فيها عدديًا تقوم بثق طبقة من العجينة الإسمنتية بدقة، طبقة تلو الأخرى. تتراوح سماكة الطبقات بشكل عام بين 5 مم وبضعة سنتيمترات. وقد تكون فوهة البثق مصحوبة بأداة تسوية أوتوماتيكية تعمل على تسوية الطبقات المطبوعة ثلاثية الأبعاد وتغطية الأخاديد الموجودة على الواجهات بين الطبقات، مما ينتج عنه سطح خرساني أملس. وقد طُرحت خطوات أتمتة إضافية للدمج في خطوة تصنيع واحدة لقضبان التسليح الفولاذية المعيارية أو خدمات البناء المتكاملة، مثل أنابيب السباكة أو القنوات الكهربائية. بالنسبة لهذه العملية، تُعد تخطيط العملية وسرعة الترسيب من العوامل الحاسمة التي تؤثر على معدل تصلب وتصلب المادة.
تُعد طباعة البثق الطبقي ثلاثية الأبعاد للخرسانة هي الأكثر استخدامًا في البناء في الموقع وتُستخدم مع الطابعات ثلاثية الأبعاد واسعة النطاق. وقد حظيت هذه التقنية باهتمام متزايد مؤخرًا، حيث تقوم العديد من الجامعات والشركات الناشئة وشركات البناء الراسخة البارزة بتطوير أجهزة مخصصة وخلطات خرسانية وإعدادات أتمتة لطباعة بثق الخرسانة ثلاثية الأبعاد. تشمل التطبيقات الجسور والأعمدة والجدران وألواح الأرضيات وأثاث الشوارع وخزانات المياه والمباني بأكملها، سواء في التجهيز المسبق أو في إعدادات الموقع.

#### المزايا والقيود
على عكس صب الخرسانة التقليدي والرش، لا تحتاج طباعة البثق الطبقي ثلاثية الأبعاد إلى قوالب. وهذه ميزة كبيرة بالنظر إلى أن القوالب في تشييد الخرسانة يمكن أن تمثل 50-80٪ من الموارد، أي أكثر من المواد الخام والتعزيزات والعمالة مجتمعة. تتمثل التحديات الرئيسية لبثق الخرسانة الطبقي في ضبط سلوك تدفق الخرسانة حسب الطلب، ودمج التعزيزات، وتشكيل فواصل باردة عند الواجهة بين الطبقات المتتالية.

### الصب المنزلق
يتم تضمين الصب المنزلق الروبوتي، وهي عملية طُورت في المعهد الاتحادي السويسري للتقانة في زيورخ تحت اسم (بالإنجليزية: Smart Dynamic Casting)‏،  أحيانًا في مجموعة عمليات الطباعة الخرسانية ثلاثية الأبعاد، جنبًا إلى جنب مع البثق الطبقي ونفث الموثق. تتناسب العملية بشكل فضفاض مع تعريف الطباعة ثلاثية الأبعاد، نظرًا لطبيعتها المضافة، حيث يتم بثق المادة ببطء من خلال قالب مشغل يمكنه تغيير قسمه. ومع ذلك، بخلاف عمليات الطباعة ثلاثية الأبعاد الأخرى، فإن الصب المنزلق هو عملية مستمرة، وليست متقطعة أو قائمة على الطبقات، وبالتالي فهي مرتبطة ارتباطًا وثيقًا بعمليات التشكيل مثل الصب والبثق.

## تكنولوجيا

### طابعات الخرسانة ثلاثية الأبعاد

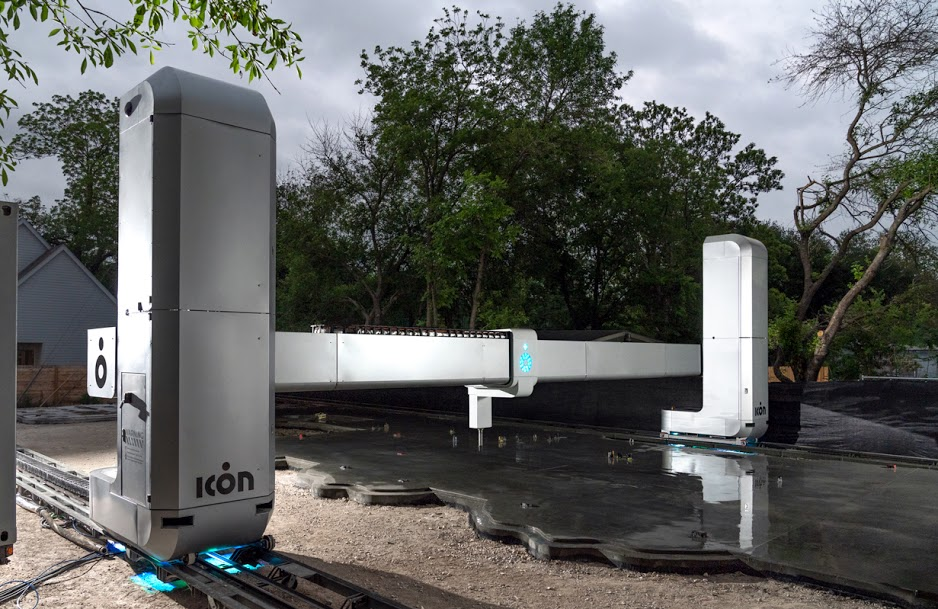
يستطيع نظام الجسر المتحرك من آيكون المعروف باسم فولكان طباعة هياكل تصل مساحتها إلى 3000 قدم مربع.

توجد فئات رئيسية قليلة من الروبوتات المستخدمة في الطباعة الخرسانية ثلاثية الأبعاد، والتي تعتمد على التطبيق وحجم المشروع وتقنية الطباعة. وتتكون جميع طابعات البناء ثلاثية الأبعاد بشكل عام من هيكل دعم ورأس طباعة مزود بفوهة تقوم ببثق الخرسانة. وعادةً ما تُستخدم الطابعات بالترادف مع برامج النمذجة التي تقوم بتحميل خطط البناء مباشرةً إلى الطابعة.
- روبوتات الجسور المتحركة: تُعد روبوتات الجسور المتحركة هي الأكثر شيوعًا في الطباعة الخرسانية ثلاثية الأبعاد، وتتكون من نظام جسر متحرك مع أنظمة الخلط والترسيب. ويمكن أن تتراوح من نماذج المختبرات الصغيرة إلى الطابعات واسعة النطاق لطباعة مكونات أو هياكل كاملة. وعادةً ما تقتصر هذه الطابعات على عمليات البثق الرأسية ولكنها تتميز بارتفاع الاستقرار وسهولة التوسع للمشاريع الكبيرة. ويجب أن تكون روبوتات الجسور المتحركة أكبر من الهيكل المُجمّع، مما قد يزيد من تكلفة النقل والإعداد.[12] ومع ذلك، فهي الأسهل في التحكم بين جميع الطابعات ثلاثية الأبعاد.
- النظام الذي يحركه الكابل: في النظام الذي يحركه الكابل، يتم تعليق رأس الطباعة بين عدة نقاط ثابتة داخل إطار. ويتمتع بحرية هندسية أكبر من نظام الجسر المتحرك وهو أخف وزنًا وأسهل في النقل. ومع ذلك، فإنه يتطلب مساحة واسعة للمعدات والتخطيط ضروري حتى لا تتداخل الكابلات مع الهيكل المطبوع.[12]
- الذراع الروبوتية: يشبه هذا النظام الأذرع الروبوتية التي تظهر في خطوط التجميع، والتي تتمتع بحركة من ستة محاور وأكبر قدر من الحرية في أنظمة الطباعة ثلاثية الأبعاد. كما أنها قادرة على ترسيب الخرسانة، ودمج مكونات مثل حديد التسليح، وتنفيذ أي معالجة لاحقة قد تكون مطلوبة بعد تماسك الخرسانة. وتُعد الأذرع الروبوتية هي النظام الأكثر إحكاما ولكنها تُستخدم بشكل أكثر شيوعًا للتطبيقات صغيرة النطاق.[12] ومع ذلك، تتوفر الآن أذرع روبوتية واسعة النطاق تعتمد على معدات البناء الثقيلة، حيث تجمع بين حجم الطباعة لأنظمة الجسور المتحركة الكبيرة وقابلية النقل لأي معدات بناء قياسية.[17]

### معلمات الطابعة
بالإضافة إلى نوع الطابعة، تؤثر معلمات الطابعة المحددة بشكل كبير على الأداء النهائي للخرسانة المطبوعة ثلاثية الأبعاد ويجب اختيارها بعناية عند التخطيط لبناء الطباعة ثلاثية الأبعاد. يمكن ببساطة تقسيم هذه المعلمات إلى تصميم رأس الطباعة وسرعة الطباعة.

#### تصميم رأس الطباعة
يجب اختيار رأس الطباعة بحيث يمكن أن تمر خليط الخرسانة بسلاسة عبر الفوهة وإنشاء تأثير الترابط بين كل طبقة، مع بدء عملية التصلب أيضًا. على غرار اختيار الطابعة، تختلف أشكال وأحجام الفوهات اعتمادًا على التطبيق. عادةً ما تتمتع عينات الخرسانة المطبوعة ثلاثية الأبعاد من الفوهات ذات الثقوب المستطيلة بقوة أعلى من تلك المطبوعة بفوهات دائرية، لأن هناك فجوات أقل بين كل طبقة مطبوعة. ومع ذلك، فإن الفوهات الدائرية أكثر مهارة في طباعة الأشكال الهندسية المعقدة. بالنسبة للعينات المطبوعة من نفس نوع الفوهة، تتحسن الخواص الميكانيكية عند استخدام فوهة أكبر.
ارتفاع رأس الطباعة هو ارتفاع الفوهة بالنسبة لمنصة الطباعة. تؤثر هذه المعلمة على جودة السطح بين الطبقات بما في ذلك قوة الترابط، ويجب ضبطها بدقة. سيؤدي رأس الطباعة المرتفع جدًا إلى تقليل قوة الترابط بين الطبقات، مما يتسبب في شكل غير مستقر. قد تتداخل الفوهة القريبة جدًا من سطح الطباعة مع عملية الطباعة وتضع أحمالًا إضافية على الخرسانة. تقترح الأبحاث ارتفاع طباعة يساوي عرض الفوهة.

#### سرعة الطباعة
تؤثر سرعة رأس الطباعة أيضًا على قوة الترابط. تؤدي زيادة سرعة الفوهة عمومًا إلى تقليل قوة التماسك، حيث يكون لدى الخرسانة القليل من الوقت للتصلب في مكانها. ومع ذلك، فإن قضاء وقت طويل جدًا في طباعة طبقات متتالية يقلل من الترابط بين الطبقات، لذلك يجب إنشاء توازن يراعي القوة دون الانهيار المبكر. تشمل العوامل الأخرى التي تؤثر على جودة الخرسانة المطبوعة ثلاثية الأبعاد المضخات وعناصر التحكم المستخدمة لمراقبة الطابعة، بالإضافة إلى تصميم خليط الخرسانة.

### موردو الطابعات ثلاثية الأبعاد
شهدت تقنية الطباعة الخرسانية ثلاثية الأبعاد نموًا هائلاً على مدار العقد الماضي، ومن المتوقع أن يستمر هذا النمو مع تعلم الباحثين المزيد عن البرامج والأجهزة وقدرات البناء لهذه الطابعات. فيما يلي بعض الشركات البارزة والطابعات ثلاثية الأبعاد التي تُستخدم عالميًا:
| الشركة           | المقر الرئيسي                     | اسم الطابعة (النوع)           | ملاحظات |
| ---------------- | --------------------------------- | ----------------------------- | --- |
| COBOD            | الدنمارك                          | BOD2 (جسر متحرك)              | أسرع طابعة ثلاثية الأبعاد للبناء وأكثرها استخدامًا في السوق، بسرعات طباعة تصل إلى 1000 مم/ثانية. يمكنها تحقيق عروض للطبقات تصل إلى 100 مم وارتفاعات تصل إلى 40 مم  |
| WASP             | إيطاليا                           | Crane Wasp (رافعة/جسر متحرك)  | يمكنها إعادة تكوين دعاماتها الفولاذية لاستيعاب قيود الموقع وتطبيقات المشروع، وطباعة مساحات تصل إلى 100 متر مربع                                                   |
| Vertico          | هولندا                            | EVA (ذراع آلية)               | متوفرة كإعداد ثابت أو على مسار. لديها حجم بناء يبلغ 2.7 م × 10 م × 3.0 م. كما تقدم أذرعًا آلية للمختبرات والمشاريع الأصغر حجمًا                                     |
| CyBe             | هولندا                            | CyBe G (جسر متحرك)            | مناسبة بشكل أفضل لطباعة الوحدات بدلاً من الهياكل بأكملها. تقدم CyBe أيضًا طابعتين آليتين: ذراع آلية ثابتة وذراع آلية محمولة متصلة بنظام زاحف                        |
| ICON             | تكساس، الولايات المتحدة الأمريكية | Vulcan (جسر متحرك)            | تطبع مساحات تصل إلى 3000 قدم مربع (حوالي 280 مترًا مربعًا) بسرعة تتراوح من 5 إلى 7 بوصات في الدقيقة. معتمدة للعمل في جميع الظروف الجوية                             |
| Constructions-3D | فرنسا                             | MaxiPrinter (رافعة/ذراع آلية) | تتميز بذراع رافعة متصلة بنظام زاحف. سهلة النقل والنقل بشكل استثنائي نظرًا لتصميمها الفريد والمرن                                                                   |
| ROSO             | تايوان                            | LiquidStoneConcrete           | تستخدم طريقة الطباعة ثلاثية الأبعاد للهياكل الخرسانية المجوفة المادة بشكل استراتيجي فقط عند الضرورة، وبالتالي تحقيق نهج أكثر استدامة للهندسة المعمارية الخرسانية. |

## تصميم الخليط

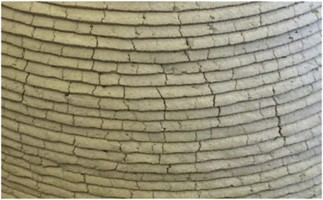
تشققات الانكماش في الخرسانة المطبوعة ثلاثية الأبعاد بسبب عدم كفاية تصميم الخليط والتصلب

### خصائص الخليط الحرجة
تُعد قابلية البناء وقابلية البثق للخرسانة المطبوعة ثلاثية الأبعاد من أهم خصائص تصميم الخليط. تُعرف قابلية البثق بأنها قدرة الخليط على المرور عبر الفوهات في رأس الطباعة، بينما تُعرف قابلية البناء بأنها القدرة على دعم الطبقات الإضافية. تُحدد هذه الخصائص من خلال قوام وتماسك وثبات الخليط، والتي تنبع من تصميم الخليط والمواد المختارة. لكلا الخاصيتين، يجب تحقيق توازن بين الصلابة وقابلية التشغيل. ستؤدي الخلطة الصلبة إلى زيادة القوة، ولكنها تقلل من معدل التدفق وسرعة الطباعة، مما قد يؤدي إلى انسداد رأس الطابعة. وعلى العكس من ذلك، فإن تقليل الصلابة بشكل كبير قد يزيد من قابلية التشغيل والبثق على حساب القوة والبناء.
نظرًا لأن الخرسانة تُطبع على شكل طبقات، يجب أن ترتبط الطبقات ببعضها البعض بشكل كافٍ للسماح بالمعالجة المناسبة وتحقيق سعة القوة الكاملة. وقد أُجريت أبحاث مهمة لإنشاء خليط مثالي للطباعة ثلاثية الأبعاد،  على الرغم من عدم وجود معايير صناعية حالية. ومع ذلك، فإن استخدام المواد الإسمنتية التكميلية (SCMs) مثل ميتاكاولين ورماد الوقود المتطاير ودخان السيليكا والمواد فائقة اللدونة أمر شائع في جميع خلطات الخرسانة المطبوعة ثلاثية الأبعاد.

### المواد الأسمنتية
تُعد المواد الإسمنتية جزءًا لا يتجزأ من أي تصميم لخليط الخرسانة. تعمل هذه المواد كموثق يربط الخليط معًا، حيث تتفاعل كيميائيًا مع الماء للخضوع لعملية المعالجة. يُعد الإسمنت البورتلاندي هو المادة الأكثر شيوعًا في البناء لكل من تطبيقات الخرسانة المطبوعة ثلاثية الأبعاد والتقليدية نظرًا لانخفاض تكلفته وتوفره على نطاق واسع. ومع ذلك، فإن وقت التصلب العالي وقدرة الترابط المنخفضة تعتبر غير مواتية لتطبيقات الطباعة ثلاثية الأبعاد. لذلك، غالبًا ما تُضاف البوليمرات والإضافات الأخرى لتقليل الانكماش وتحسين الالتصاق. تشمل بعض هذه البوليمرات المطاط، والمجاميع الرملية المختلطة، وبوليمرات الكربون والكبريت، والبوليمرات الجغرافية، والتي لها أيضًا فوائد إضافية تتمثل في إصلاح الشقوق ومقاومتها.
أحد البدائل هو إسمنت سلفوالومينات الذي يمكن خلطه بالإسمنت البورتلاندي لتسريع عملية الإماهة والمساعدة في تطوير قوة مبكرة للخرسانة بعد الصب. بينما يبلغ وقت تماسك الإسمنت البورتلاندي حوالي نصف ساعة، فإن وقت تماسك إسمنت سلفوالومينات هو ست دقائق فقط. لذلك، يمكن تحقيق قوة أعلى في فترة زمنية أقصر بكثير، مما يزيد من قابلية البناء.

### الركام
تُعد نسبة الركام واختياره بنفس أهمية المواد الإسمنتية المختارة عندما يتعلق الأمر بتصميم خليط الخرسانة. على وجه الخصوص، يكون لحجم الجسيمات تأثير كبير على خلطات الخرسانة المطبوعة ثلاثية الأبعاد. قد تتسبب أحجام الجسيمات الكبيرة جدًا في انسداد فوهة الطابعة ثلاثية الأبعاد، بينما تقلل الركامات الصغيرة جدًا من قوة الخليط ويمكن أن تتسبب في حدوث تشققات. من القواعد الأساسية لتصميم الخليط أن يكون الحد الأقصى لحجم جسيمات الركام أقل من 1/10 من قطر الفوهة لضمان البثق السلس.
أجريت العديد من الدراسات لفحص تأثير حجم الركام على الخواص الميكانيكية للخرسانة المطبوعة ثلاثية الأبعاد. وقد وجد أن زيادة الركام الخشن يُحسّن من ثبات حجم الخرسانة ويقلل من حرارة الإماهة والانكماش، والتي كانت مشاكل شائعة في خلطات الخرسانة المطبوعة ثلاثية الأبعاد في وقت مبكر. كما أن استخدام الركام الخشن يزيد من معدل ترسيب الخرسانة وسرعة رأس الطباعة، مما قد يزيد من كفاءة الطباعة وإنتاجيتها. وبالتالي، يحقق الهيكل المطبوع قدرًا أكبر من الثبات والقوة، كما لاحظ إيفانوفا وميشتشيرين. هناك حد لنسبة الركام الخشن وحجمه، حيث يصبح التحدي المتمثل في التحكم في الريولوجيا واضحًا. يُفضل استخدام الركام الطبيعي مثل الرمل والحصى لأنه يتطلب طاقة أقل لإنتاجه مقارنة بالركام الاصطناعي، ولكن يمكن أن يكون اختيار الركام محدودًا برواسب إقليمية.

### المواد المضافة
تشمل الإضافات أي مواد بخلاف الماء والركام والمواد الإسمنتية، والتي تؤثر على خصائص خليط الخرسانة. خاصة في الخرسانة المطبوعة ثلاثية الأبعاد، تُعد هذه الإضافات ضرورية لتحقيق التوازن بين قابلية البناء وقابلية التشغيل والبثق. يُعد رماد الوقود المتطاير هو الإضافة الرئيسية للخرسانة المطبوعة ثلاثية الأبعاد عالية الأداء، حيث يعمل على تحسين أداء العمل والمتانة. ومع ذلك، يمكن أن تؤدي الكميات الكبيرة من رماد الوقود المتطاير إلى بطء تطور القوة والبناء، ولهذا غالبًا ما يتم خلطه مع إضافات أخرى مثل الطين، للحفاظ على ثبات الشكل.
يُعد غبار السيليكا إضافة شائعة أخرى لخلطات الخرسانة المطبوعة ثلاثية الأبعاد، حيث إنه يزيد من القوة الأولية للخرسانة المطبوعة بالإضافة إلى قوة الانثناء بمجرد معالجة الخرسانة. وتكمن الميزة الرئيسية لدخان السيليكا في أن جزيئاته الصغيرة تملأ الفراغات الموجودة حول الركامات الأكبر حجمًا، مما يُحسّن من أداء الترابط مع الموثق الأسمنتي. يساعد هذا أيضًا في تحسين توزيع حجم الجسيمات في الخليط، مما يزيد من إجهاد الخضوع وقابلية البناء.

### الخواص الميكانيكية
كما هو الحال مع خلطات الخرسانة القياسية، يتم عادةً اختبار خلطات الخرسانة المطبوعة ثلاثية الأبعاد من حيث قوة الضغط وقوة الانثناء. تعتمد هذه الخواص الميكانيكية بشكل كبير على تصميم الخليط ويمكن تحسينها عن طريق إضافة المواد المضافة. بالنسبة للخليط الذي يحتوي على الإسمنت البورتلاندي العادي ورماد الوقود المتطاير ودخان السيليكا ومجاميع الزجاج الدقيقة، فإن قوة الضغط تبلغ حوالي 36 إلى 57 ميجا باسكال، وهو ما يماثل قوة ضغط الخرسانة ذات الوزن الطبيعي. كما تم تحقيق قوة خرسانة عالية الأداء تزيد عن 100 ميجا باسكال باستخدام مواد فائقة اللدونة ومواد كيميائية إضافية، لكن هذه الخلطات تتطلب طاقة أكبر لإنتاجها.
تتأثر الخواص الهيكلية في الخرسانة المطبوعة ثلاثية الأبعاد إلى حد كبير بأداء الترابط بين الطبقات. حيث يمكن أن تؤدي زيادة سرعة الطباعة وارتفاع رأس الطباعة إلى تقليل قوة الترابط بين الطبقات، بينما يمكن أن يؤدي إضافة ملاط بين الطبقات إلى تحسين هذه القوة. على وجه الخصوص، وُجد أن ملاط الراتينج المكون من الفحم الأسود والكبريت والرمل فعال.

### موردو الخرسانة للطباعة ثلاثية الأبعاد
نظرًا لعدم وجود معايير محددة لتصميم خليط الخرسانة للطباعة ثلاثية الأبعاد، غالبًا ما تتابع الشركات أبحاثها وتطويرها الخاصة إذا قررت تقديم الطباعة ثلاثية الأبعاد كخدمة بناء. فيما يلي بعض الشركات البارزة التي طبقت بنجاح الطباعة الخرسانية ثلاثية الأبعاد في نطاق خدماتها.
| الشركة           | المقر الرئيسي                        | الخليط            | ملاحظات |
| ---------------- | ------------------------------------ | ----------------- | --- |
| سيكا             | نيوجيرسي، الولايات المتحدة الأمريكية | Sikacrete 7100 3D | خليط جاهز للاستخدام يتكون من مسحوق إسمنتي مع ألياف وبوليمرات سائلة                                                                   |
| CyBe             | هولندا                               | CyBe Mortar       | يتماسك في غضون ثلاث دقائق ويحقق القوة الكاملة في غضون ساعة واحدة مع تركيزات منخفضة من الكلوريد والكبريتات                            |
| هايدلبرج للأسمنت | ألمانيا                              | i.tech 3D         | استُخدم لبناء أول منزل مطبوع ثلاثي الأبعاد في ألمانيا                                                                                 |
| ICON             | تكساس، الولايات المتحدة الأمريكية    | Lavacrete         | خليط فريد من نوعه لشركة ICON مدمج مع نظام تغذية Magma وطابعات Vulcan                                                                 |
| لافارج هولسيم    | سويسرا                               | Tector 3D Build   | أول منتج مدافع هاون جافة لل طباعة ثلاثية الأبعاد بقوة تصل إلى 90 ميجا باسكال                                                         |
| سيميكس           | المكسيك                              | D.fab             | له بصمة ثاني أكسيد الكربون أقل بمقدار 1.5 مرة من مدافع الهاون التي تُستخدم عادةً في الخرسانة المطبوعة ثلاثية الأبعاد المتوفرة في السوق |

## المشاريع والتطبيقات البارزة
نظرًا لتحديات التسليح والقيود في تقنية الطباعة، فقد اقتصرت تطبيقات الخرسانة المطبوعة ثلاثية الأبعاد في الغالب على المشاريع صغيرة الحجم، بما في ذلك النماذج والمنازل السكنية، بدلاً من المباني التجارية الكبيرة. ومع ذلك، هناك بعض المشاريع البارزة حول العالم التي تُظهر إمكانات الخرسانة المطبوعة ثلاثية الأبعاد.

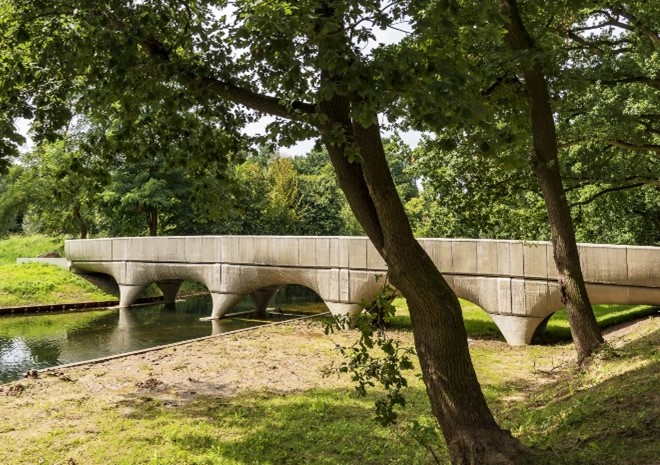
أطول جسر خرساني مطبوع بتقنية ثلاثية الأبعاد في العالم في مدينة نيميخين بهولندا

### قلعة المعرفة
يُعد مشروع "قلعة المعرفة" (بالفرنسية: La Citadelle Des Savoir-Faire)‏ مبادرة تستخدم تقنية الطباعة الخرسانية ثلاثية الأبعاد لإنشاء هياكل معمارية معقدة. يقع هذا المشروع في فرنسا، ويهدف إلى إظهار إمكانات تقنية الطباعة ثلاثية الأبعاد في البناء المستدام. تعمل "Citadelle" كمركز تعليمي حيث يمكن للمهنيين والطلاب التعرف على هذه التقنية وتجربتها. يركز المشروع على استخدام مواد صديقة للبيئة وتقنيات تصميم متقدمة، مما يساهم في تقليل البصمة الكربونية لقطاع البناء. بمجرد اكتماله، ستبلغ المساحة الإجمالية للأرضيات الداخلية لهذا المجمع حوالي 2565 مترًا مربعًا (27600 قدم مربع).
من الإنجازات البارزة للمبادرة هو بناء أطول مبنى مطبوع ثلاثي الأبعاد في العالم، وهو "La Tour". تم بناء هذا المبنى المكون من ثلاثة طوابق في عام 2023، وقد سجل رقمًا قياسيًا عالميًا جديدًا بارتفاعه البالغ 14.14 مترًا (46.4 قدمًا)، مما يُظهر إمكانات تقنية الطباعة ثلاثية الأبعاد في إنشاء هياكل واسعة النطاق.

### آيكون: منازل مطبوعة بتقنية الطباعة ثلاثية الأبعاد
تعمل شركة آيكون على إنشاء مجتمع مكون من 100 منزل مطبوع بتقنية الطباعة ثلاثية الأبعاد في جورج تاون، تكساس. يمكن لأسطول طابعات "فولكان" إنتاج ثمانية مخططات طوابق مختلفة من 3 إلى 4 غرف نوم وحمامين إلى 3 حمامات. يزود نظام تغذية الخرسانة المعروف باسم "ماغما - Magma" طابعة فولكان بخليط الخرسانة الذي طورته فولكان والمعروف باسم "لافاكريت - Lavacrete"، والذي يمكنه التكيف مع الظروف الجوية للموقع وتزويد الخرسانة الجاهزة للطباعة تلقائيًا. يستغرق بناء المنازل المطبوعة ثلاثية الأبعاد التي تتراوح مساحتها من 90 إلى 200 متر مربع حوالي خمسة إلى سبعة أيام، مقارنة بالإطار الخشبي الذي سيستغرق بناؤه ما يصل إلى 16 أسبوعًا في نفس المنطقة.
كما أكملت آيكون مشروعًا في مارس 2020 لبناء سبعة منازل مطبوعة بتقنية الطباعة ثلاثية الأبعاد في أوستن، تكساس. حيث استغرق طباعة كل منزل بمساحة 400 قدم مربع نحو 27 ساعة فقط. انتقل أول السكان إلى المنازل في عام 2020.

### منظمة هابيتات للإنسانية
في عام 2021، قامت مؤسسة "هابيتات للإنسانية"، وهي أكبر منظمة غير ربحية لبناء المنازل في العالم، ببناء منزلين مطبوعين بتقنية الطباعة ثلاثية الأبعاد في ويليامزبورغ، فيرجينيا، وتيمبي، أريزونا. بلغت مساحة المنزل الواقع في فيرجينيا 1200 قدم مربع وتمت طباعته في غضون 28 ساعة فقط باستخدام طابعة COBOD ثلاثية الأبعاد، أي أسرع بحوالي أربعة أسابيع من البناء القياسي. وقدّرت المنظمة أن الجدران الخرسانية المطبوعة بتقنية الطباعة ثلاثية الأبعاد وفرت حوالي 15% لكل قدم مربع من تكاليف البناء. تم بناء المنزل الذي تبلغ مساحته 1738 قدمًا مربعًا في أريزونا في فصل الصيف: وهو الوقت الذي يتوقف فيه البناء عادةً بسبب الحرارة الشديدة. شُيد نحو 80% من المنزل باستخدام تقنية الطباعة ثلاثية الأبعاد بما في ذلك الجدران الداخلية والخارجية، بينما تم بناء الجزء المتبقي، مثل السقف، باستخدام الأساليب التقليدية. وتأمل المؤسسة أن تكون المنازل المطبوعة بتقنية الطباعة ثلاثية الأبعاد حلاً لمشكلة الإسكان الميسور التكلفة بالإضافة إلى نقص العمالة في المناخات والبيئات القاسية.

### بيري
بنت شركة بيريئ أول مبنى سكني مطبوع بتقنية الطباعة ثلاثية الأبعاد في ألمانيا في سبتمبر 2020، باستخدام طابعة BOD2 من شركة "كوبود - COBOD" وخليط الخرسانة من "شركة هايدلبيرج للأسمنت". نُقلت العناصر الخرسانية البالغ عددها 24 من مُنشأة إلى موقع التجميع، وأكملت الطابعة المنزل الذي تبلغ مساحته 160 مترًا مربعًا بحلول نوفمبر 2020. ولم يكن هُناك حاجة سوى لشخصين لتشغيل الطابعة لطباعة الجدران، والتي تضمنت تركيب أنابيب المياه والكهرباء.

### جسر مشاة في نايميخن
في عام 2021، كشفت مدينة نايميخن الهولندية عن أطول جسر للمشاة في العالم مطبوع بتقنية الطباعة الخرسانية ثلاثية الأبعاد يمتد بطول 29 مترًا. تشير التقديرات إلى أن الطباعة ثلاثية الأبعاد وفرت حوالي 50% من المواد لأنه لم يتم وضع الخرسانة إلا في الأماكن التي تتطلب قوة هيكلية. صُنعت مكونات الجسر المطبوعة بتقنية الطباعة ثلاثية الأبعاد من قِبل شركتي "بام" و"ويبر بيمكس" خارج الموقع، ثم نُقلت وجُمعت في الموقع.

## التأثيرات الاقتصادية

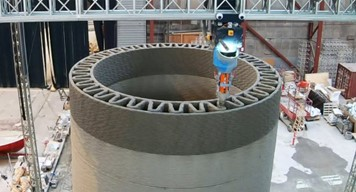
تستخدم الجدران الخرسانية المطبوعة ثلاثية الأبعاد لقواعد توربينات الرياح مواد أقل من خلال تنفيذ هيكل شبكي

من حيث التكلفة والاقتصاد، تتمثل إحدى مزايا الخرسانة المطبوعة بتقنية الطباعة ثلاثية الأبعاد في أنها لا تتطلب استخدام القوالب، والتي تُستخدم لتشكيل القالب لصب الخرسانة التقليدية، حيث تمثل القوالب نحو 50% من إجمالي تكلفة بناء الخرسانة بسبب تكاليف المواد والعمالة. ومع ذلك، هناك تكاليف مرتبطة بالآلات بما في ذلك فوهات رأس الطباعة وأجهزة المراقبة الإضافية. بالإضافة إلى ذلك، غالبًا ما تختلف خلطات الخرسانة المطبوعة بتقنية الطباعة ثلاثية الأبعاد عن الخرسانة التقليدية مع إضافة الطين النانوي والسيليكا النانوية وغيرها من الإضافات الكيميائية المساعدة.
هناك فوائد اقتصادية غير مباشرة من الخرسانة المطبوعة بتقنية الطباعة ثلاثية الأبعاد من حيث الإنتاجية. غالبًا ما يكون قطاع البناء تقليديًا للغاية، وظلت العمليات متشابهة إلى حد كبير على مدى العقود الماضية. ويرجع ذلك إلى حد كبير إلى أن العمليات الحالية لا تزال فعالة في العديد من تطبيقات البناء. على سبيل المثال، قارنت دراسة أجراها "غارسيا دي سوتو" تجميع جدار تم تصنيعه آليًا وجدار تم بناؤه بشكل تقليدي بدرجات متفاوتة من التعقيد، ووجدت أن البناء التقليدي تفوق في الأداء على التصنيع الآلي للجدران الأبسط، بينما كان الروبوت أكثر إنتاجية مع زيادة التعقيد الهندسي. لم تكن هناك تكلفة إضافية بسبب التصنيع الآلي، وفي كلتا الحالتين، كان إنتاج المواد هو العامل المُحدد للتكلفة، بدلاً من إجراءات البناء.

## التأثيرات البيئية
يعتمد التأثير البيئي للخرسانة المطبوعة بتقنية الطباعة ثلاثية الأبعاد بشكل كبير على العمليات والمواد المستخدمة في مشروع معين. يمكن للخرسانة المطبوعة بتقنية الطباعة ثلاثية الأبعاد تقليل المواد المستخدمة في إنتاج الخرسانة بسبب الاستغناء عن القوالب، ولكن قد يكون للإضافات المتخصصة والتكنولوجيا المطلوبة نفس القدر من التأثير على البيئة مثل البناء الخرساني التقليدي. كشفت دراسة تقييم دورة الحياة (LCA) التي تقارن الأثر البيئي لجدار خرساني تم بناؤه بشكل تقليدي بجدار خرساني مطبوع بتقنية الطباعة ثلاثية الأبعاد أن البديل المطبوع بتقنية الطباعة ثلاثية الأبعاد لم يقلل من التأثيرات البيئية إلا عند عدم استخدام أي تسليح. تم استخدام تأثيرات تقييم دورة الحياة لإمكانية الاحتباس الحراري وإمكانية تحمض المياه وإمكانية التغذية المفرطة وإمكانية تكوين الضباب الدخاني لقياس التأثيرات البيئية. بمجرد إدخال التسليح في الهيكل الخرساني المطبوع بتقنية الطباعة ثلاثية الأبعاد، كانت هذه التأثيرات أكبر من أساليب البناء التقليدية، خاصةً فيما يتعلق بإمكانية الاحتباس الحراري وإمكانية تكوين الضباب الدخاني.
أجرت تقييم دورة الحياة أخرى دراسة مماثلة تقارن بين الجدران الخرسانية التقليدية والجدران المطبوعة بتقنية الطباعة ثلاثية الأبعاد ولكنها غيرت من تعقيد الهيكل. وقد وجد أنه مع زيادة تعقيد الهيكل، أظهرت الطريقة المطبوعة بتقنية الطباعة ثلاثية الأبعاد تأثيرًا بيئيًا أقل. كان هذا في الغالب بسبب قدرة الخرسانة المطبوعة بتقنية الطباعة ثلاثية الأبعاد على تحقيق أشكال معقدة مع توفير مواد البناء من حيث القوالب وحجم الخرسانة. بشكل عام، يتأثر التأثير البيئي للخرسانة المطبوعة بتقنية الطباعة ثلاثية الأبعاد بتصميم الهيكل ومدى قدرة المهندس على تحسين استخدام المواد. على أساس المواد، فإن التأثيرات البيئية مماثلة لتأثيرات الخرسانة التقليدية، حيث لا تزال هناك حاجة إلى الموثق الأسمنتي. ومع ذلك، فإن عملية البناء الانسيابية التي تأتي مع الطباعة ثلاثية الأبعاد تقلل من هدر المواد وانبعاثات الموقع.
بناءً على أربعة أمثلة، تشير التقديرات إلى أن مساهمة انبعاثات غازات الاحتباس الحراري لكل متر مربع المرتبطة ببناء المنازل المطبوعة بتقنية الطباعة ثلاثية الأبعاد أقل من تلك الناتجة عن المنازل المبنية بشكل تقليدي.

## التحديات والقيود
تمنع العديد من القيود اعتماد طباعة الخرسانة ثلاثية الأبعاد على نطاق واسع في جميع أنحاء صناعة البناء. بسبب محدودية مجموعة المواد التي يمكن استخدامها في طباعة الخرسانة ثلاثية الأبعاد، لا سيما بسبب بثق الفوهة وعملية ترسيب طبقات الخرسانة، مما يطرح تحدي الانهيار المبكر. لذلك تُعد الأبحاث المتعلقة بخصائص المواد وتطوير مواد إسمنتية عالية الجودة تتوافق مع أكواد الخرسانة الهيكلية وتطبيقات الطباعة ثلاثية الأبعاد مجال تركيز حاليًا. نظرًا لحساسية خليط الخرسانة، فإن أي تغيير في نوع الإسمنت أو الركام أو الإضافات سيؤثر على خصائص الخرسانة وسلوكها.
تعتبر أكواد البناء الحالية أن الخرسانة مادة متجانسة في حين أن الخرسانة في الواقع متباينة الخواص. ويتضح هذا التباين بشكل أكبر مع الطبقات المطبوعة، لذلك يجب تطوير طرق جديدة لتقدير التشوهات والتشققات. بالإضافة إلى ذلك، يتكون اختبار المواد الحالي للخرسانة من عينات أسطوانية وفقًا لمعيار (بالإنجليزية: ASTM C39)‏. لا يوجد حاليًا أي أساس منهجي أو نظري للخرسانة المطبوعة ثلاثية الأبعاد، خاصةً عندما يتعلق الأمر بالاختبار القياسي.
اقتصرت مشاريع الطباعة ثلاثية الأبعاد الحالية على نماذج النسخ الأولي والمباني منخفضة الارتفاع وواسعة المساحة بدلاً من المباني التجارية الشاهقة بسبب القيود المفروضة على تقنية الطابعة ثلاثية الأبعاد. تحتاج الطابعات إلى أن تكون متوافقة مع ارتفاع المبنى، لذلك هناك حاجة إلى مزيد من البحث في استقرار وتصميم الطابعة ثلاثية الأبعاد. هناك أيضًا تحديات تتعلق بالتسليح في طباعة الخرسانة ثلاثية الأبعاد، وهو أمر مطلوب للهياكل الأكثر ارتفاعًا.

## البحث والتطوير
تُجرى الأبحاث الرائدة حول موضوع طباعة الخرسانة ثلاثية الأبعاد في المعهد الفيدرالي السويسري للتكنولوجيا في زيورخ، وجامعة لوفبرا، وجامعة سوينبرن التقنية، وجامعة آيندهوفن للتكنولوجيا، ومعهد برشلونة للهندسة المعمارية المُتقدمة، من بينِ العديد منَ المؤسسات الأخرى.

### المؤتمرات
نظراً لزيادة الاهتمام بالطباعة الخرسانة ثلاثية الأبعاد من قِبل كل من الصناعة والأوساط الأكاديمية، فقد بدأ عقد عدد من المؤتمرات على الصعيد الدولي. نظمت "3 دي برينتيوسد" مؤتمران دوليان يركزان على الصناعة في فبراير ونوفمبر 2017 في كوبنهاغن. وفي وقت لاحق، نُظّم المؤتمر الأكاديمي الخرسانة الرقمية الذي يُعقد كل سنتين في المعهد الفيدرالي السويسري للتكنولوجيا في زيورخ في عام 2018،  ومعهد ايندهوفن للتكنولوجيا في عام 2020، وجامعة لوفبورو في عام 2022. ونُظمت سلسلة متوازية من المؤتمرات المتكررة، التي تركز على منطقة آسيا والمحيط الهادئ، في جامعة سوينبورن للتكنولوجيا في عام 2018، وجامعة تيانجين في عام 2019، وجامعتي تونغجي وخبي في شنغهاي في عام 2020.

## مواضيع متعلقة
يمكن استخدام طباعة الخرسانة بشكل مباشرأو غير مباشر لإنتاج لإنتاج القوالب التي يتم فيها صب أو رش الخرسانة.
تُعالج القوالب المطبوعة بتقنية الطباعة ثلاثية الأبعاد بعض التحديات الرئيسية لطباعة الخرسانة ثلاثية الأبعاد. فيمكن دمج قضبان التسليح بشكل تقليدي، وتتوافق الخرسانة المصبوبة أو المرشوشة بشكل تقليدي مع أكواد البناء. بالإضافة إلى ذلك، فإن جودة سطح الخرسانة تكون أفضل بكثير مما هي عليه في طباعة الخرسانة ثلاثية الأبعاد. وللحصول على سطح أملس، يمكن طلاء القوالب المطبوعة بتقنية الطباعة ثلاثية الأبعاد أو صقلها.

### الخرسانة المطبوعة بتقنية الطباعة ثلاثية الأبعاد كقوالب
تم استخدام طباعة الخرسانة ثلاثية الأبعاد مع البثق الطبقي لإنتاج قوالب تبقى في مكانها لصب الخرسانة. في هذا النهج، يتم إنتاج غلاف رقيق، يتكون من كفاف أو اثنين مطبوعين بتقنية الطباعة ثلاثية الأبعاد، في خطوة أولى، إما في مصنع التصنيع المسبق أو مباشرةً في الموقع. بعد ذلك، يتم تركيب أقفاص التسليح وتثبيتها في مكانها. أخيرًا، يتم صب الخرسانة داخل الغلاف، إما دفعة واحدة أو على عدة خطوات لمنع تراكم الضغط الهيدروستاتيكي في الأجزاء السفلية من القوالب.
بالنسبة للحسابات الهيكلية، يتم تجاهل الغلاف المطبوع بتقنية الطباعة ثلاثية الأبعاد عادةً، ولا يتم اعتبار سوى الخرسانة المصبوبة حاملة للأحمال. ومع ذلك، يمكن اعتبار الغلاف المطبوع بتقنية الطباعة ثلاثية الأبعاد غطاءً ضروريًا لتسليح الخرسانة يحمي الفولاذ من التآكل.

### القوالب المطبوعة بتقنية الطباعة ثلاثية الأبعاد للخرسانة
بدلاً من ذلك، يمكن استخدام الطباعة ثلاثية الأبعاد بمواد غير إسمنتية لإنتاج القوالب للخرسانة. مثل استخدام طباعة البثق باستخدام الطين والرغوة والشمع والبوليمرات، بالإضافة إلى نفث الموثق بالرمل والطباعة المجسمة، لتصنيع القوالب لمكونات الخرسانة المعمارية.